# Altona (Victoria)
Altona is een voorstad van Melbourne in de Australische deelstaat Victoria. Bij de telling van 2016 had Altona 10.762 inwoners.